# Світличний Єфрем Павлович
Єфрем Павлович Світличний (нар. 28 січня 1901, Жихар — пом. 18 серпня 1976, Харків) — український радянський художник і педагог; член Харківської орнанізації Спілки радянських художників України з 1938 року.

## Біографія
Народився 28 січня [10 лютого] 1901 року селі Жихарі (нині частина Основ'янського району міста Харкова, Україна). У 1922—1929 роках навчався у Харківському художньому інституті, де його викладачами були зокрема Олексій Кокель, Митрофан Федоров, Семен Прохоров.
Протягом 1941—1963 років викладав у Харківському художньому інституті (доцент з 1948 року). Серед учнів Анатолій Базилевич, Григорій Васягін, Ніна Вележева, Анатолій Костенко, Ігор Панич, Володимир Петров, Віктор Полтавець, Володимир Путейко, Микола Роботягов, Євген Трегуб, Костянтин Чернявський.
Жив у Харкові, у будинку на вулиці Культури, № 20, квартира 11. Помер у Харкові 18 серпня 1976 року.

## Творчість
Працював в галузі станкового живопису і станкової графіки. Серед робіт:
- «Тракторна колона в полі» (1933);
- «Збирання сіна» (1934, Одеський художній музей);
- «Відпочинок у колгоспному таборі» (1934);
- «На польовому стані» (1934);
- «Юний талант» (1937);
- «Володимир Ленін на третьому з'їзді РКСМ» (1938, Український дім);
- «Жандарми не пускають трудящих на могилу Тараса Шевченка у 1914 році» (1939, літографія; Національний музей Тараса Шевченка);
- «Шевченко в казармі» (1939, олія; Шевченківський національний заповідник);
- «Кріпацьке село» (1939, олія; Шевченківський національний заповідник);
- «Бригада Паші Ангеліної» (1939);
- «Партизани» (1947);
- «На колгоспних ланах» (1947, Сумський художній музей);
- «Франко читає свою поему „Мойсей“ М. Коцюбинському» (1956; автолітографія);
- «Сільський листоноша» (1957);
- «Вечір у полі» (1960);
- «Тарас Шевченко в казармі» (1961, кольорова літографія; Національний музей Тараса Шевченка);
- «Бесіда Володимира Леніна з робітниками» (1967, Горлівський художній музей).

Виконав плакат «Культурний гуртожиток — знаряддя боротьби за вугілля!» (1930-ті, у співавторстві з Василем Вовченком).
Брав участь у республіканських виставках з 1927 року, всесоюзних з 1939 року, зарубіжних з 1933 року, зокрема у:
- першій всесоюзній виставці плаката «Плакат на службі п'ятирічки» (1932);
- виставці радянського мистецтва у Варшаві (1933);
- виставці графічних робіт художників України в Ленінграді та Таллінні (1946);
- пересувній виставці творів харківських художників (1948)[1].

Тиражні плакати художника знаходяться у Російській державній бібліотеці.